# Max Kruse (fotbollsspelare)
Max Bennet Kruse, född 19 mars 1988, är en tysk fotbollsspelare (anfallare).

## Klubbkarriär
Den 28 juni 2019 värvades Kruse av turkiska Fenerbahçe, där han skrev på ett treårskontrakt. Den 30 januari 2022 blev Kruse klar för en återkomst i VfL Wolfsburg, där han skrev på ett 1,5-årskontrakt.

## Landslagskarriär
Kruse debuterade för Tysklands landslag den 29 maj 2013 i en 4–2-vinst över Ecuador.
Vid olympiska sommarspelen 2020 i Tokyo spelade Kruse samtliga tre gruppspelsmatcher, där Tyskland blev utslagna i gruppspelet.